# Porodnice Slovany
Bývalá Porodnice Slovany v Plzni na Čapkově náměstí je architektonicky významná budova, která je od roku 2009 kulturní památkou. Svého času[kdy?] byla největším zařízením ve městě a narodilo se v ní mnoho Plzeňanů.

## Historie
Byla postavena v letech 1937 až 1938 na půdorysu písmene T podle projektu ing. arch. Václava Kleina (1890–1960) jako budova obecné, měšťanské a mateřské školy. Svému účelu však vlastně ani nesloužila, protože již za druhé světové války byla upravena na nemocnici. Později byla stavba upravena na porodnici. Jde o jednu z nejvýznamnějších staveb plzeňského meziválečného funkcionalismu. Ve své době byla budova navržena jako jedna z nejmodernějších škol na Plzeňsku.

## Současnost
Od Fakultní nemocnice Plzeň odkoupila nepotřebný areál i s rozlehlou zahradou v roce 2013 společnost Petranox, která zde plánovala vybudovat domov pro seniory. Tentýž záměr mělo město, kterému se budovu nepodařilo získat od státu. Ještě v roce 2019 byla budova bez využití a chátrala.